# Haus Schönblick

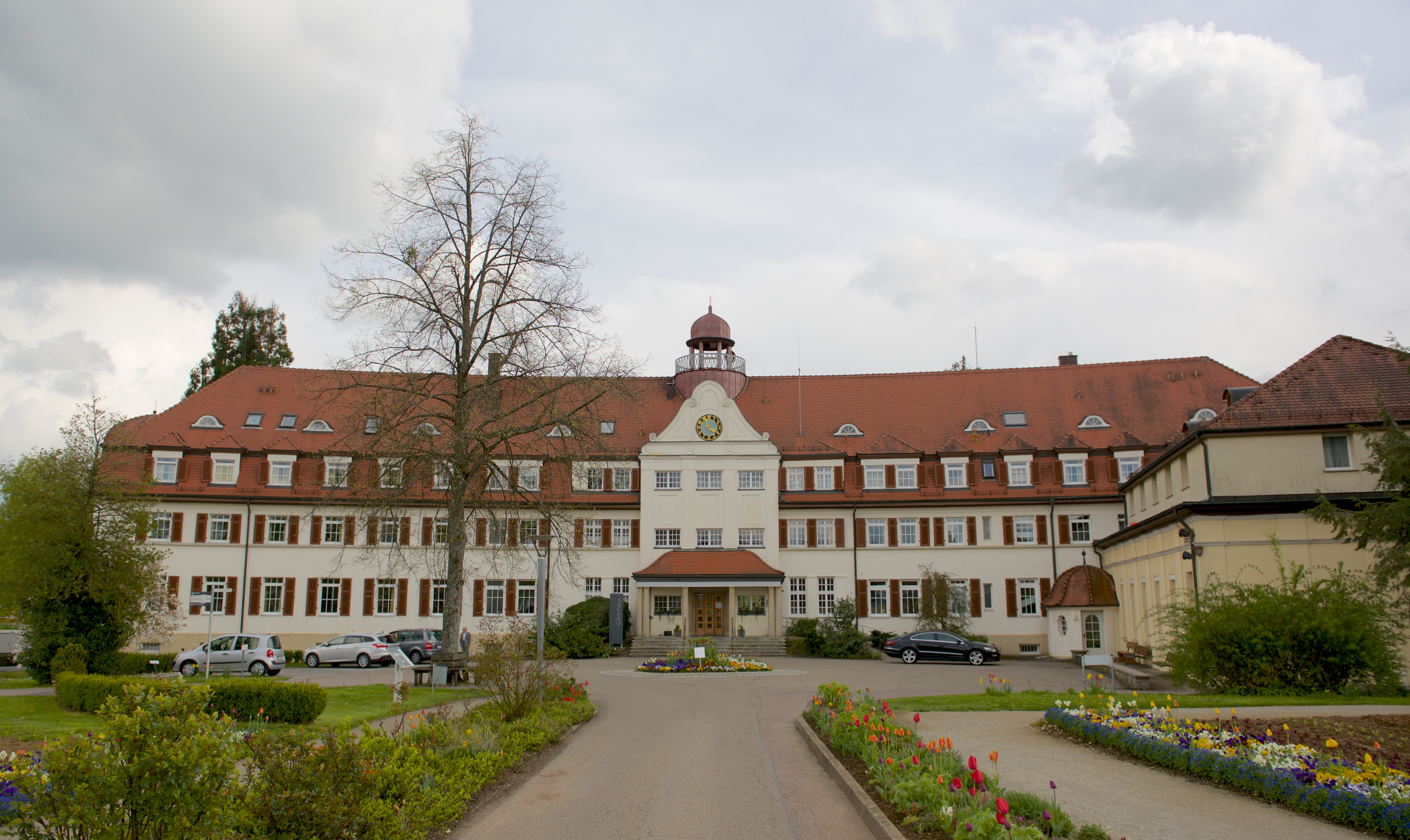

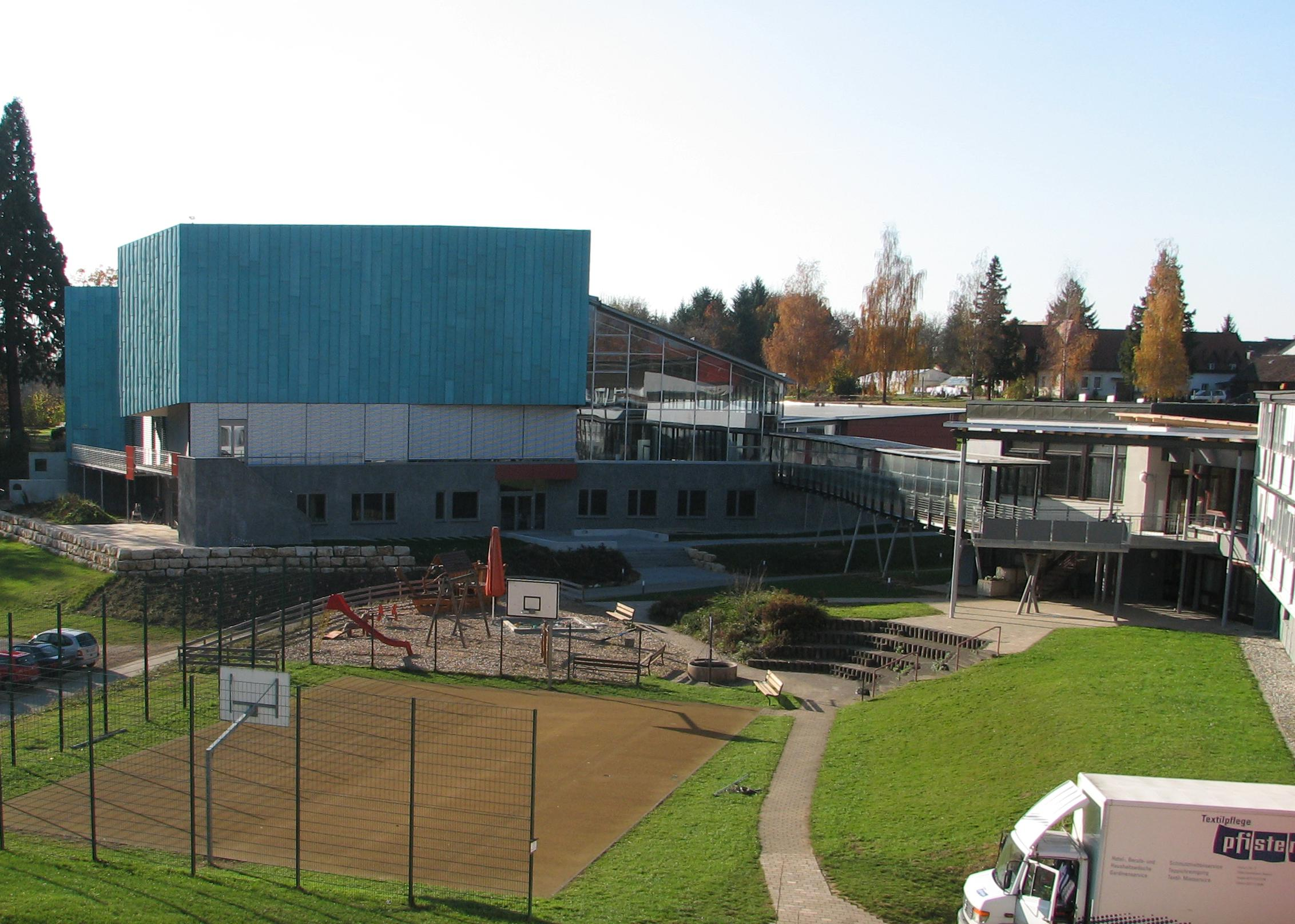
Blick auf das Forum Schönblick

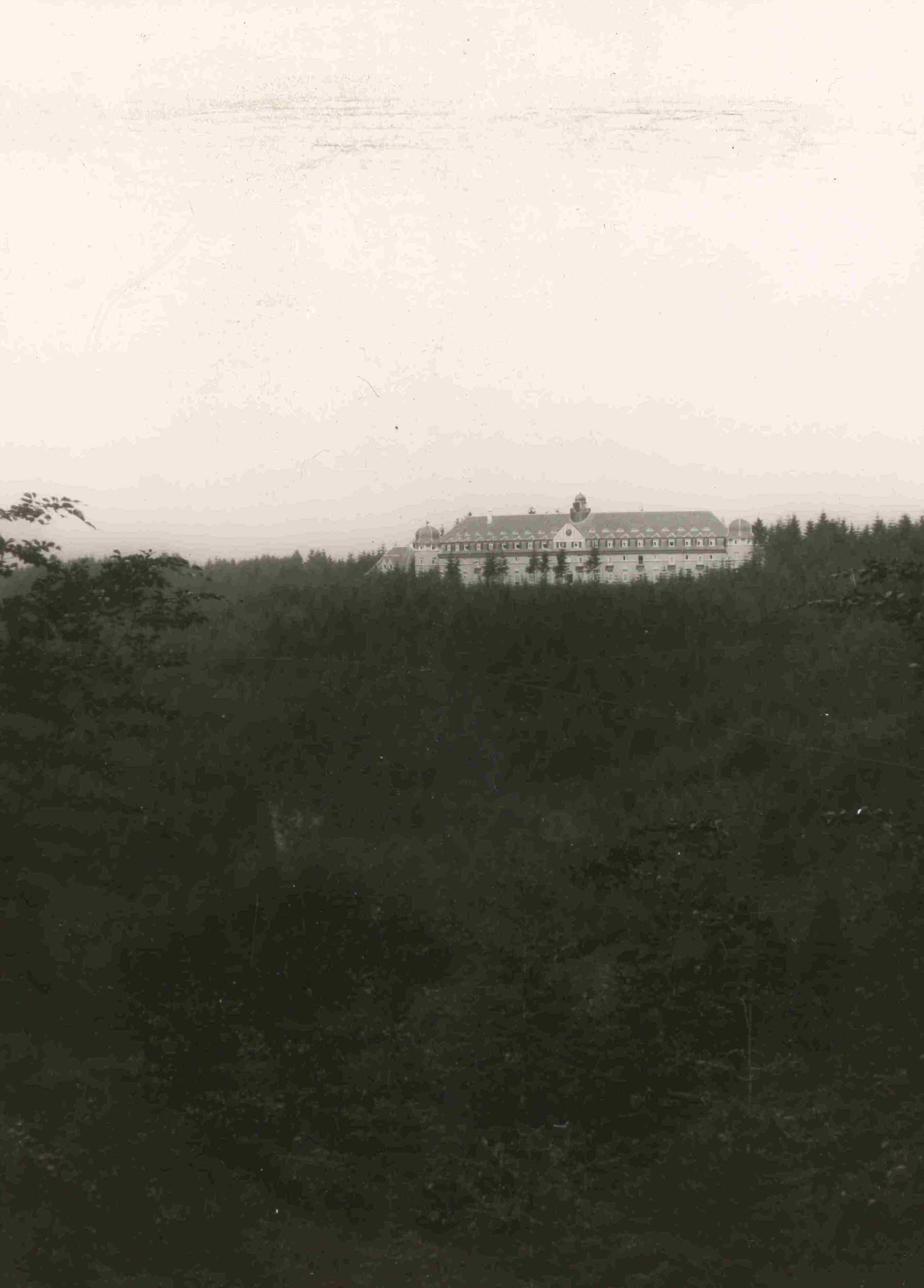
Blick aus dem Taubental, Fotografie von Karl-Otto Lang, um 1927

Das Haus Schönblick – Christliches Gästezentrum Württemberg (umgangssprachlich nur Schönblick) ist ein Einrichtungskomplex des Gemeinschaftsverbandes Die Apis. Evangelischer Gemeinschaftsverband Württemberg e. V. in Württemberg bei Schwäbisch Gmünd im Ostalbkreis. Es ist das größte christliche Gästezentrum in Deutschland.
Der Schönblick beherbergt neben der Evangelischen Gemeinde Schönblick das historische Gästehaus, welches zusammen mit dem modernen Kongresszentrum Forum und einem Seminarhaus das christliche Tagungs- und Gästezentrum bildet. Außerdem gehören zum Komplex die Christliche Gemeindemusikschule Schönblick, das Alten- und Pflegeheim Lindenfirst, die Seniorenwohnanlage Schönblick und das Schönblick-Café.

## Geschichte
Die Geschichte des Schönblick reicht zurück bis zum März 1914, als der Altpietistische Gemeinschaftsverband in Württemberg unter seinem damaligen Vorsitzenden Rektor Christian Dietrich zum Bau eines Christlichen Erholungsheimes aufrief. Im Mai 1915 erfolgte dann die Grundsteinlegung und schon im Juli 1916 konnte das Erholungsheim Schönblick – heute das Gästehaus – eingeweiht werden, das 2003 umgebaut und 2018 umfangreich saniert wurde.
Vier Jahre später wurde die Gastwirtschaft Lindenfirst für die Einrichtung eines Kinder-Erholungsheimes erworben, das im November 1921 eröffnet werden konnte. 
Mit der Aufstellung der ELIM-Baracke am Schönblick im August 1924 konnte dann das Jugend-Freizeitheim, das 1992 zum Freizeit- und Schulungszentrum und 2006 zum Seminarhaus umgebaut wurde, eingeweiht werden.
Im August 1939 wurde der Schönblick erstmals beschlagnahmt – „zur vorsorglichen Einrichtung eines Reservelazarettes“ (Aufhebung zum 25. Oktober 1939). 
Ab August 1941 erfolgte die Übernahme des Schönblick durch die Landesversicherungsanstalt (LVA) für die Einrichtung einer Lungenheilanstalt. Erst im Juni 1952 erfolgte die Rückgabe der gesamten Schönblick-Einrichtungen durch die LVA. Daraufhin folgte im Oktober 1952 die Wiedereröffnung des Erholungsheimes.
Im Juli 1985 wurde der Beschluss gefasst, den Lindenfirst auf dem Schönblick zu einem Heim für pflegebedürftige Gäste – dem heutigen Alten- und Pflegeheim – umzubauen, das bereits im Mai 1986 eingeweiht und 1999 erweitert werden konnte.
Seit Januar 1998 steht Martin Scheuermann dem Schönblick als Hausvater und Geschäftsführer vor. Unter seiner Leitung kam es dann im Januar 2002 zur Gründung der Evangelischen Gemeinde Schönblick, welche als Gemeinschaftsgemeinde einen Sonderstatus innerhalb der Evangelischen Landeskirche in Württemberg genießt. 
Bereits im Herbst 2001 war die Christliche Gemeindemusikschule Schönblick ins Leben gerufen worden. Im August 2002 zogen die ersten Bewohner in die neue Seniorenwohnanlage am Schönblick ein – nach nur 15 Monaten Bauzeit. Das Forum, eine Kongress- und Tagungsanlage für mehr als 1000 Menschen, wurde im Februar 2007 nach weniger als zwei Jahren Bauzeit seiner Bestimmung übergeben.
2018 zählte das Gästezentrum mit seinen 200 Mitarbeitern 555 Betten sowie 24 Tagungsräume. Es kann bei Tagungen und Konzerten bis zu 1.000 Besucher aufnehmen.

## Persönlichkeiten
- Friedrich Martin Jehle hielt 1917 zur Eröffnung des Schönblick eine Rede[3]
- Peter Ustinov wurde 1921 im Haus Schönblick getauft.[4]